# Vulca
Vulca (Veio, ... – ...; fl. VI secolo a.C.) è stato uno scultore etrusco del VI secolo a.C., originario di Veio.

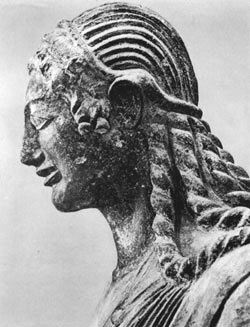
Apollo di Veio, particolare

Ne abbiamo notizia da Plinio il Vecchio, che cita Varrone, riportando il suo nome e la sua origine.
Plinio gli attribuisce la statua di Giove per il tempio di Giove Ottimo Massimo del Campidoglio a Roma, commissionatagli dal re di Roma Tarquinio Prisco, e una statua dell'Ercole fittile.
È l'unico artista etrusco di cui ci sia stato tramandato il nome e viene considerato uno dei massimi esponenti della coroplastica.
A lui, o alla sua scuola o bottega, è stato attribuita la decorazione fittile del tempio rinvenuto nella località di Portonaccio a Veio, dedicato probabilmente alla dea Minerva, che comprendeva il celebre Apollo di Veio, uno dei più grandi capolavori dell'arte etrusca che ci siano giunti.

## Apollo di Veio
L'Apollo, opera policroma in terracotta del VI secolo a.C., è conservato attualmente presso il Museo nazionale etrusco di Villa Giulia a Roma, assieme alla statua dell'Ercole con la cerva e al frammento di testa di una statua di Mercurio, che appartenevano allo stesso gruppo.
Il mito rappresentato era quello della lotta tra Apollo ed Ercole per il possesso della cerva dalle corna d'oro sacra a Minerva.

Anche in Vulca è presente quella religiosità, parte della mentalità etrusca, che allontana 
(Massimo Pallottino, Etruscologia, op. cit. in bibliografia.)